# 엘리자베트 루도비카 폰 바이에른 왕녀
엘리자베트 루도비카 폰 바이에른 왕녀(독일어: Elisabeth Ludovika, Prinzessin von Bayern, 1801년 11월 13일 ~ 1873년 12월 14일)는 프로이센 국왕 프리드리히 빌헬름 4세의 아내이다. 바이에른 국왕 막시밀리안 1세 요제프와 바덴의 카롤리네 사이에서 태어난 딸로 작센 왕비 아말리에 아우구스테의 일란성 쌍둥이 언니이다. 그 외에도 이복언니로 로이히텐베르크 공작 부인 아우구스테, 오스트리아 황후 카롤리네 아우구스테, 여동생으로 일란성 쌍둥이인 조피 대공비, 마리아 안나 왕비, 홀로 태어난 바이에른 공작 부인 루도비카 등이 있다.
1823년 프로이센의 왕세자인 프리드리히 빌헬름과 결혼했고 그의 즉위로 프로이센의 왕비가 되었다. 두 사람 사이에 아이는 없었다.
| 전임 메클렌부르크슈트렐리츠의 루이제 | 프로이센 왕비 1840년 6월 7일~1861년 1월 2일 | 후임 작센바이마르의 아우구스타 |